# Witold Dobrowolski (archeolog)

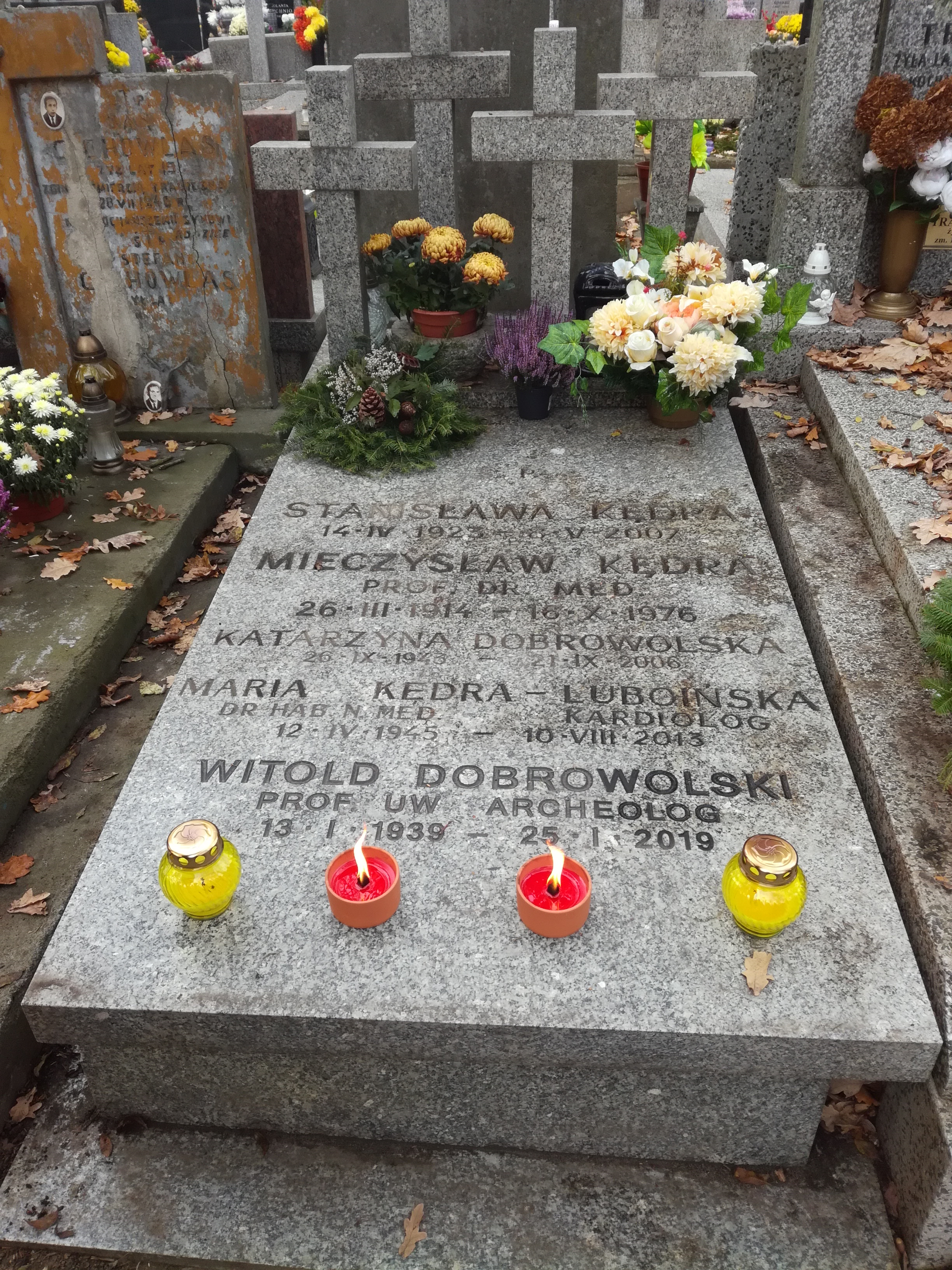
Rodzinny grób Witolda Dobrowolskiego na cmentarzu Bródnowskim

Witold Dobrowolski (ur. 13 stycznia 1939, zm. 25 stycznia 2019) – polski archeolog klasyczny, historyk sztuki, etruskolog i muzeolog. 

## Biografia
Był synem uznanego kardiologa i lekarza wojskowego Mieczysława Kędry. 
Absolwent odbywanych w latach 1956–1962 studiów archeologii śródziemnomorskiej na Wydziale Historycznym Uniwersytetu Warszawskiego, które ukończył obroną pracy magisterskiej zatytułowanej Brązy etruskie w Muzeum Narodowym w Warszawie  (1962). Dalsza jego działalność naukowa została w znacznym stopniu ukształtowana przez wpływ tzw. szkoły prof. Kazimierza Michałowskiego, będącego jego promotorem i tworzącego nie tylko środowisko archeologów dla prowadzenia wykopalisk w krajach śródziemnomorskich, lecz także opracowujących naukowo pozyskane już zbiory muzealne. 
W swej karierze naukowej specjalizował się w zakresie historii sztuki etruskiej (szczególnie malarstwa) i greckiej (głównie zdobnictwa ceramiki). Jego poszerzone zainteresowania obejmowały również analizę wpływu sztuki antycznej na nowożytną oraz poszukiwania ich inspiracji klasycznych. W 1974 obronił dysertację doktorską w zakresie nauk humanistycznych, a w styczniu 1993 uzyskał habilitację na podstawie pracy La Peinture étrusque dans les recherches du XVIIIe siècle.
Był wieloletnim wykładowcą Uniwersytetu Warszawskiego (jako profesor nadzwyczajny i zwyczajny) na Wydziale Historycznym, zatrudnionym też w tamtejszym Instytucie Archeologii oraz w Zakładzie Nauk Humanistycznych Akademii Sztuk Pięknych w Gdańsku. Członek Komitetu Nauk o Kulturze Antycznej PAN. 
Przez cały okres działalności zawodowej pozostawał również pracownikiem (1960–2011) Galerii Sztuki Starożytnej (później Zbiorów Sztuki Starożytnej) Muzeum Narodowego w Warszawie, kolejno sprawując funkcje od muzealnego asystenta poprzez wieloletniego kustosza galerii, aż po stanowisko kuratora zbiorów w ciągu ostatnich 10 lat pracy zawodowej(finalnie na stanowisku naukowym docenta).
Jako wykładowca uniwersytecki swe obowiązki muzealne okresowo łączył z działalnością na wyższych uczelniach w Toruniu i Łodzi (także na Uniwersytecie Kardynała Stefana Wyszyńskiego w Warszawie i na Akademii Sztuk Pięknych w Warszawie).
Prowadził akademickie wykłady i zajęcia na Uniwersytecie Warszawskim, dążąc do popularyzowania sztuki i kultury antyku szerszemu odbiorcy, m.in. w postaci organizowania wystaw ze zbiorów stołecznego Muzeum Narodowego w muzeach krajowych, oraz publikując w czasopismach artykuły popularnonaukowe. 
Pochowany został na cmentarzu Bródnowskim w Warszawie (kwatera 6I-1-18).

## Wybrane publikacje
- Człowiek w sztuce greckiej. Przewodnik (Muzeum Archeologiczne w Poznaniu, Poznań 1971)
- Sztuka Etrusków (PWN, Warszawa 1971)
- Malarstwo etruskie (PWN, Warszawa 1971)
- Wazy greckie I (Muzeum Narodowe w Warszawie, Warszawa 1977)
- Wazy greckie II (Muzeum Narodowe w Warszawie, Warszawa 1982)
- Mity morskie antyku (PWN, Warszawa 1987)
- Zbiory Sztuki Starożytnej. Sztuka antyczna (Muzeum Narodowe w Warszawie, Warszawa 2004)
- Wazy greckie Stanisława Kostki Potockiego. Próba rekonstrukcji kolekcji (Muzeum Pałac w Wilanowie, Warszawa 2007)

### Tłumaczenia
- Larissa Bonfante, Język etruski (Wyd. RTW, Warszawa 1998)